# 샹킬 도살단
샹킬 도살단(Shankill Butchers)은 1975년에서 1982년 사이에 벨파스트에서 활동한 얼스터 충성주의 깡패들이다. 그 단원 중 상당수가 얼스터 의용군(UVP) 단원이기도 했다. 샹킬 도살단은 천주교도 혹은 천주교도로 의심되는 사람을 납치해서 고문한 끝에 푸주칼로 목을 썰어 살해하는 것으로 악명을 떨쳤고 최소 23명을 이렇게 살해했다. 개신교도도 8명 죽였는데, 6명은 개인적 원한으로, 2명은 천주교도로 오인해서 죽인 것이었다.
이 깡패들은 1979년 2월 대부분 체포되어 영국 법제사상 최장 형기를 선고받았다. 하지만 정작 두목인 레니 머피와 그 직속 "부관" 두 명은 직접 살인을 했다는 증거가 미비하다고 석방되었다. 머피는 1982년 11월 아일랜드 공화국군 임시파(PIRA)의 보복으로 살해되었다. 